# Coris picta
 Coris picta és una espècie de peix de la família dels làbrids i de l'ordre dels perciformes.

## Morfologia
Els mascles poden assolir els 25 cm de longitud total.

## Distribució geogràfica
Es troba des d'Austràlia (des del sud de Queensland fins al nord de Victòria) fins a Nova Zelanda.